# Rusificación

Países del mundo donde se habla ruso.

La rusificación es la adopción de la lengua rusa o de aspectos de la cultura rusa por parte de comunidades no rusas. En un sentido estricto, el término «rusificación» se emplea para designar la influencia del idioma ruso sobre el resto de lenguas eslavas, así como de las bálticas y otras lenguas habladas en territorios que controla o ha controlado Rusia en algún momento. En un sentido histórico, el término se refiere a las políticas (tanto oficiales como no oficiales) de la Rusia imperial y de la Unión Soviética en relación con sus constituyentes nacionales y a las minorías nacionales de Rusia, que tenían como objetivo la dominación rusa.
Las principales áreas de influencia de la rusificación son la política y la cultura. En la política, un elemento de la rusificación es la designación de rusos para asumir posiciones administrativas en las instituciones nacionales. En la cultura, la rusificación se pone de relieve principalmente en el fuerte uso del ruso en los asuntos oficiales y en la influencia del ruso sobre las lenguas nacionales. El desplazamiento demográfico en favor de la población rusa también suele considerarse una forma de rusificación.
Algunos estudiosos distinguen rusianización (entendida como la expansión de la lengua, cultura y personas rusas en culturas y regiones no rusas), de rusificación (entendida como un proceso de cambio de la pertenencia étnica de alguien o su identidad de no rusa a rusa). En ese sentido, la expansión de la lengua, cultura, y personas rusas (rusianización) no deberían compararse con la asimilación cultural de no rusos (rusificación). A pesar de que muchas personas mezclan estos dos procesos, uno no lleva necesariamente al otro.

## Historia
El ejemplo más antiguo de rusificación aconteció en el siglo XVI en la conquista del Kanato de Kazán y de otras áreas tártaras. Los elementos principales de este proceso fueron la cristianización y la implementación del ruso como única lengua oficial.

## Polonia y Lituania
Polonia se encontraba en contra de la Rusificación ya que era un país que estaba siendo explotado por las diferentes potencias europeas, además no contaba con representación política y tenía una gran diversidad étnica, esto hacía de Polonia un país cada vez más débil e indefenso, ya que su territorio estaba siendo degradado y anexionado por la intervención de Rusia, Austria y Alemania.

## Gran Ducado de Finlandia
La rusificación de Finlandia (1899-1905, 1908-1917, sortokaudet (tiempos de opresión) en finés) fue una política gubernamental del Imperio ruso con el objetivo de eliminar la autonomía de Finlandia.

## Moldavia
El Imperio ruso y la Unión Soviética promovieron políticas versadas hacia la reducción del tamaño y la autonomía cultural de los grupos étnicos rumanos de Besarabia. La deportación de rumanos estuvo acompañada por la inmigración de poblaciones eslavas, particularmente de rusos y ucranianos. La lengua más utilizada para las comunicaciones entre las diferentes etnias, en ese tiempo, era la rusa, lo que llevó a la rusificación, especialmente entre la élite.
La lengua moldava introducida entonces por las autoridades soviéticas en la República Socialista Soviética de Moldavia, en verdad, era la lengua rumana, pero escrita con una versión del alfabeto cirílico derivada del alfabeto del antiguo eslavo eclesiástico. Los partidarios de la ortografía cirílica argumentan que el rumano se escribía históricamente con el alfabeto cirílico, aunque en una versión diferente.

## El Bloque del Este
En todos los países del Bloque del Este las clases de ruso eran obligatorias para la mayoría de los estudiantes.

## Bajo el control de la Unión Soviética

### Desde principios de la década de 1920 hasta mediados de la década de 1930: Indigenización
Los primeros años de la política soviética de nacionalidades, a partir de principios de los años 1920 a mediados de los años 1930, fueron dirigidos por la política de korenización ("indigenización"), durante la cual el nuevo régimen soviético procuró invertir los efectos a largo plazo de la rusificación en las poblaciones no rusas. Cuando el régimen trataba de establecer su poder y legitimidad en todas partes del antiguo Imperio ruso, fue sobre la construcción de unidades administrativas regionales, reclutamiento de no rusos en posiciones de mando, y promoción de lenguas no rusas en la administración del gobierno, los tribunales, las escuelas, y los medios de comunicación. El lema entonces establecido era que las culturas locales deberían ser "socialistas en el contenido, pero nacionales en la forma." Es decir, estas culturas deberían ser sustantivamente transformadas para conformarse con el proyecto socialista del Partido Comunista de la Unión Soviética para la sociedad soviética en conjunto, pero tener la participación activa y el mando por las nacionalidades indígenas y funcionar principalmente en las lenguas locales.

### Final de la década de 1930 y tiempo de guerra
La primera política de nacionalidades compartía con la política posterior el objeto de asegurar el control por el Partido Comunista sobre todos los aspectos de la vida política, económica, y social soviética. La política soviética temprana de la promoción lo que un erudito ha descrito como "particularismo étnico" y el otro como "multinacionalidad institucionalizada", tenía un doble objetivo. Por una parte, había sido un esfuerzo para responder al chovinismo ruso asegurando un lugar para las lenguas no rusas y culturas en la recién formada URSS. Por otra parte, esto era un medio de prevenir la formación de alternativa movimientos políticos étnicamente basados, incluso el panislamismo y panturquismo. Un modo de llevar a cabo este era promover que un poco de respeto como el diferencia artificial entre grupos étnicos y lenguas más bien que promover la fusión de estos grupos y un juego común de lenguas basadas en el turco u otra lengua regional.
La política de nacionalidades soviética a partir de sus primeros años procuró responder a estas dos tendencias asegurando un poco de la autonomía cultural a nacionalidades no rusas dentro de un sistema federal o estructura del gobierno, manteniendo que el Partido Comunista dirigente era monolítico, no federal. El sistema federal confirió el estado más alto a las nacionalidades titulares de las repúblicas de la unión y estado inferior a nacionalidades titulares de república autónomas, provincias autónomas, y okrugs autónomos.
Antes de finales de los años 1930, sin embargo, hubo un cambio de política notable. Las purgas en algunas regiones nacionales, como la RSS de Ucrania, habían ocurrido ya a principios de los años 1930. Antes del cambio en Ucrania en 1933, una purga de Veli Ibrahímov y su mando en la RASS de Crimea en 1929 por la "desviación nacional" condujo a la rusificación del gobierno, educación, y los medios y a la creación de un alfabeto especial para los tártaros de Crimea para sustituir el alfabeto latino. De los dos peligros que Stalin había identificado en 1923, ahora se dijo que el nacionalismo burgués (nacionalismo local) era una mayor amenaza que el chovinismo gran ruso (chovinismo de gran potencia). En 1937, Faizullah Xojáyev y Akmal Ikrámov fueron destituidos como líderes de la RSS de Uzbekistán y en 1938, durante el tercer gran proceso de Moscú, condenados y posteriormente muertos por presuntas actividades nacionalistas antisoviéticas.
La lengua rusa ganó mayor énfasis. En 1938, el ruso se hizo un asignatura requerida de estudios en cada escuela soviética, incluso aquellas en las cuales una lengua no rusa era el medio principal de la instrucción para otras asignaturas (p.ej., matemáticas, ciencia, y estudios sociales). En 1939, a las lenguas no rusas a las que habían sido dadas escrituras a base del alfabeto latino a finales de los años 1920, fueron dadas nuevas escrituras basadas en el alfabeto cirílico. Una razón fundamental probable para estas decisiones era el sentido de la guerra inminente y que el ruso era la lengua de orden en el Ejército Rojo.
Antes y durante la Segunda Guerra Mundial, Stalin deportó a Asia Central y Siberia a varias nacionalidades enteras por sospechas de su posible colaboración con los invasores alemanes: alemanes del Volga, tártaros de Crimea, chechenos, ingusetios, balkarios, calmucos, y otros. Poco después de la guerra también fueron deportados muchos ucranianos y habitantes de las repúblicas bálticas a Siberia. (Véase Deportaciones de pueblos en la Unión Soviética.)
Después de la guerra, el papel principal del pueblo ruso en la familia soviética de naciones y nacionalidades fue promovido por Stalin y sus sucesores. Este cambio fue el más claramente subrayado por el Secretario General del Partido Comunista Stalin en el brindis del Día de la Victoria al pueblo ruso en mayo de 1945:

Me gustaría hacer un brindis a la salud de nuestro pueblo soviético y antes que todo, del pueblo ruso. Bebo, ante todo, a la salud del pueblo ruso, porque con esta guerra ellos ganaron el reconocimiento general como la fuerza principal de la Unión Soviética entre todas las nacionalidades de nuestro país.

El nombramiento de la nación rusa como el primus inter pares era un cambio total de la declaración de Stalin 20 años antes (anunciando la política de korenización) que "la primera tarea inmediata de nuestro Partido es combatir enérgicamente las supervivencias del chovinismo gran ruso." Aunque la literatura oficial sobre las naciones y sus lenguas en los años subsecuentes siguiera hablando de que había 130 lenguas iguales en la URSS, en la práctica una jerarquía fue respaldada y algunas nacionalidades y lenguas recibieron papeles especiales o vistas a tener un futuro diferente a largo plazo.